# نيكوتي غاتوا

## روابط خارجية
- نيكوتي غاتوا على موقع IMDb (الإنجليزية)
- نيكوتي غاتوا على موقع ميتاكريتيك (الإنجليزية)
- نيكوتي غاتوا على موقع روتن توميتوز (الإنجليزية)
- نيكوتي غاتوا على موقع ألو سيني (الفرنسية)
- نيكوتي غاتوا على موقع ميوزك برينز (الإنجليزية)
- نيكوتي غاتوا على موقع قاعدة بيانات الفيلم (الإنجليزية)